# Вулиця Кузнярівка
Ву́лиця Кузнярівка — вулиця у Залізничному районі міста Львова, в місцевості Левандівка. Сполучає вулиці Олесницького та Дучимінської. Нумерація будинків починається від вулиці Олесницького. Прилучаються вулиці Машиністів, Ґеца, Сушка, Озерна та Заболотівська. Вулиця асфальтована, хідники відсутні.

## Історія та забудова
Вулиця утворилася наприкінці 1920-х років у межах колишнього підміського села Левандівка, а до того часу це була доволі відлюдна околиця через те, що поблизу станції Клепарів розташовувалися склади вибухових матеріалів. Від 1931 року — Кознярівка, назва якої походить від однойменної місцевості, якій назву дав фільварок родини Кознярів (Кузнярів), що розташовувався тут на початку XX століття. Назва вулиці відтоді не змінювалася, хіба що уточнювалася: під час німецької окупації, у 1943—1944 роках — Козняроверґассе, за радянських часів, у 1944—1992 роках — Кузнярівка, за часів незалежності України, 1992—2004 роки — Кузнярівка, у 2004—2010 роках — Кознярівка. Розпорядженням міського голови Львова Андрія Садового за № 89 від 25 березня 2010 року «Про внесення змін до переліку вулиць м. Львова, затвердженого розпорядженням міського голови від 23 квітня 2004 року № 250» уточнено назву вулиці, шляхом зміни слова «Кознярівка» на «Кузнярівка».
Забудова вулиці Кузнярівка — одноповерховий конструктивізм 1930-х років, одноповерхова садибна. На початку вулиці Кузнярівка, з її парного боку прилягає Левандівський парк. 

## Галерея

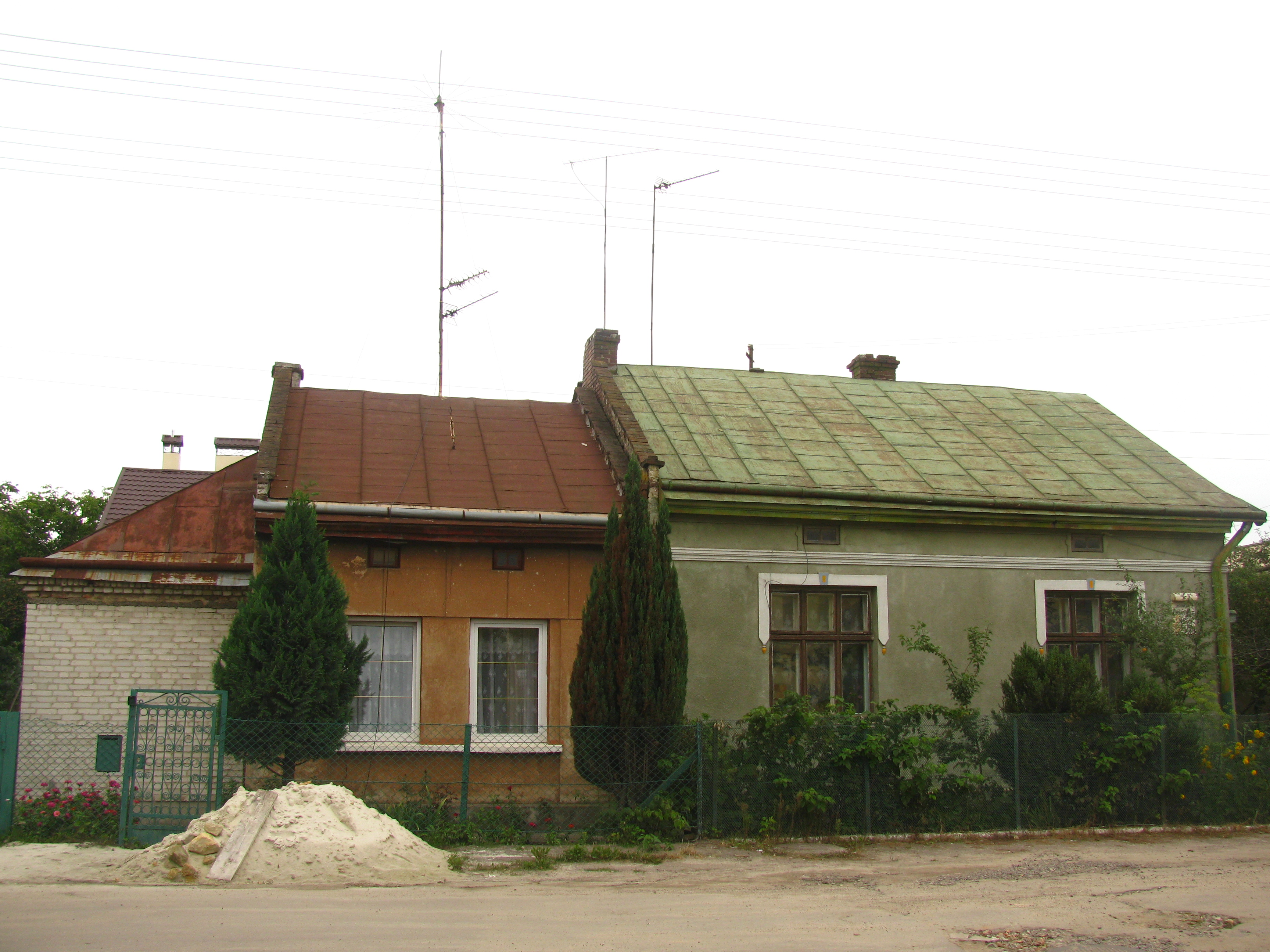
Житлові будинки (вул. Кузнярівка, 15, 17)
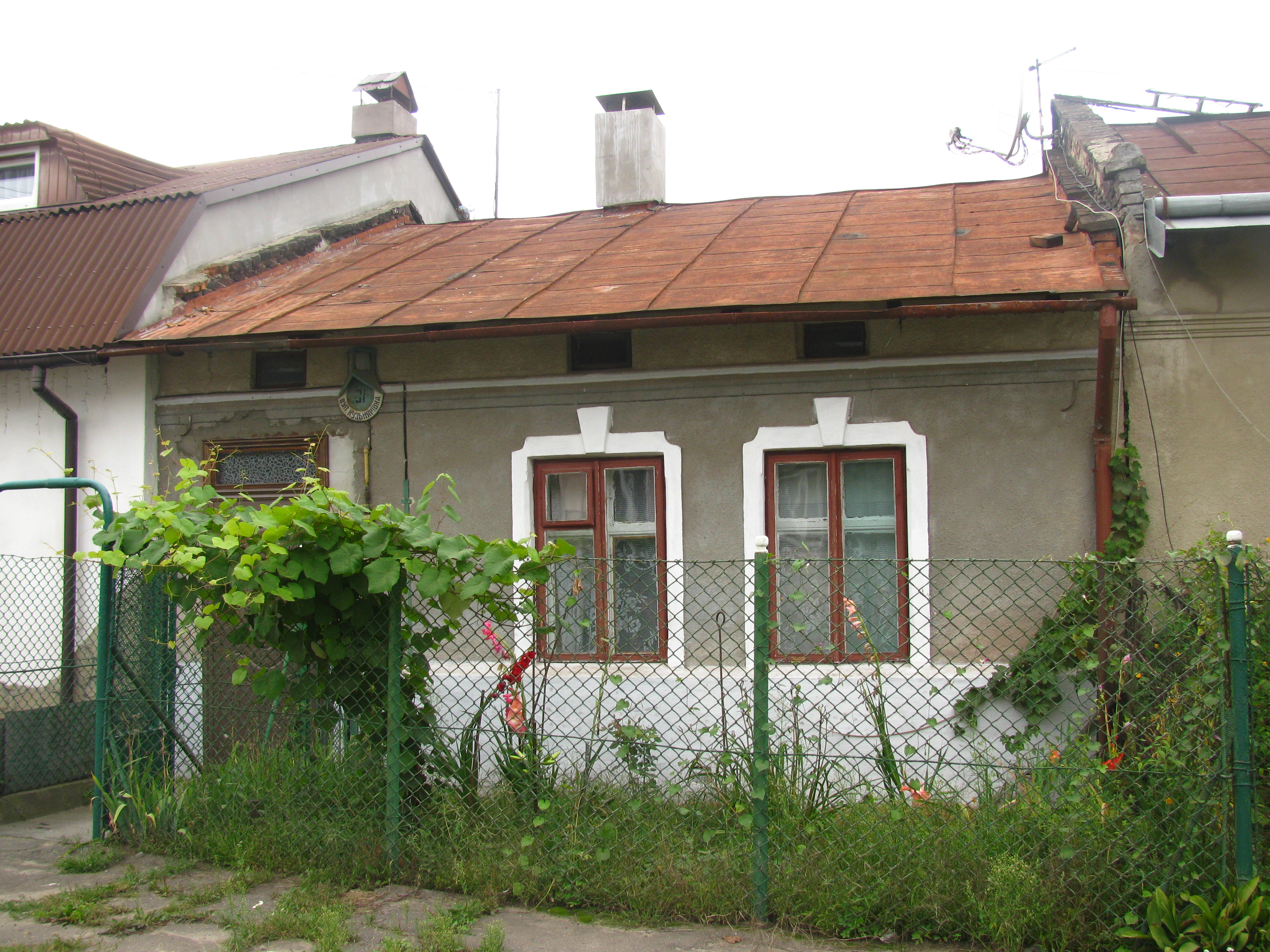
Житловий будинок (вул. Кузнярівка, 31)
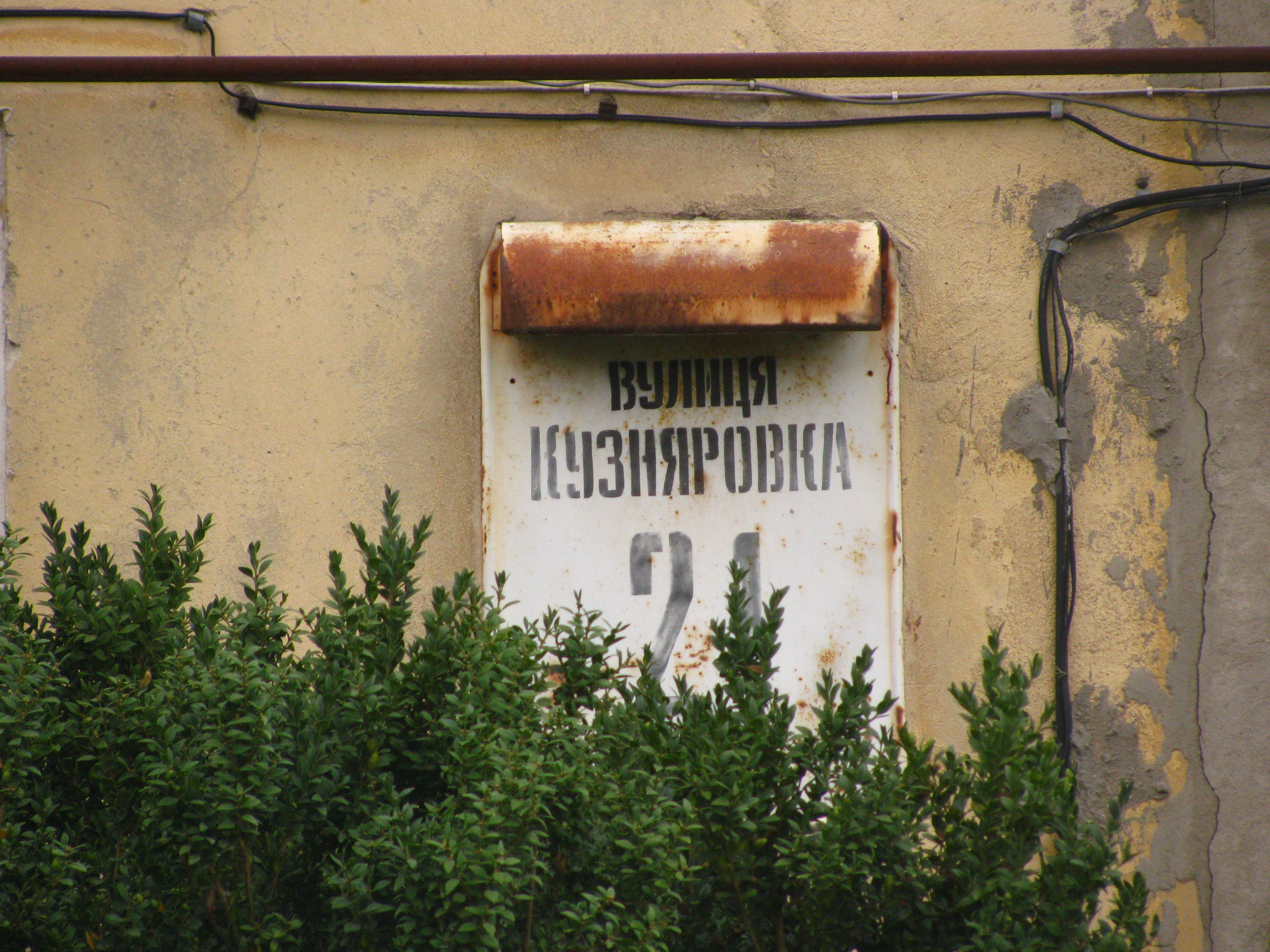
Табличка з назвою вулиці «Кузняровка» (вул. Кузнярівка, 21)
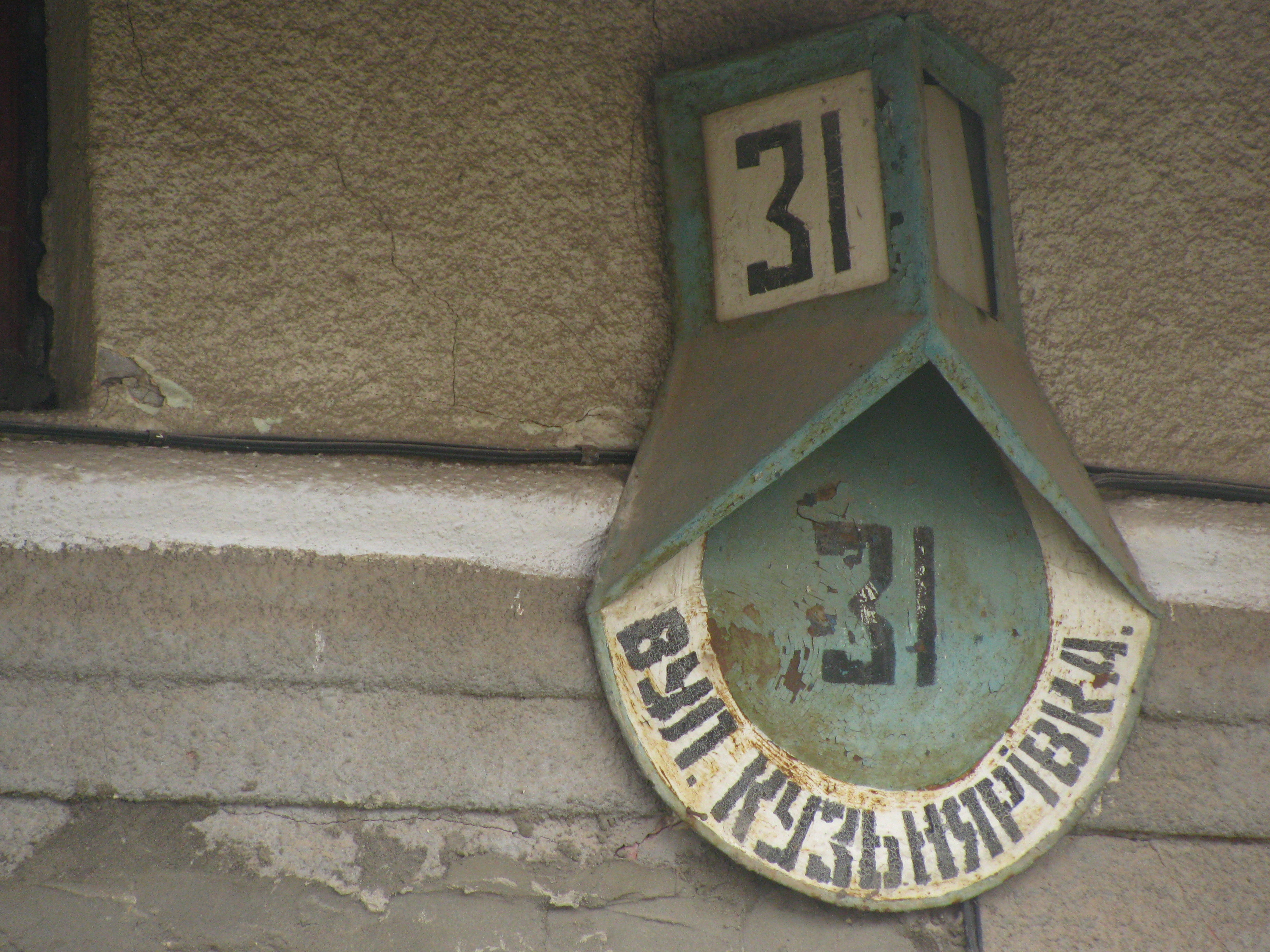
Стара табличка з назвою вулиці (вул. Кузнярівка, 31)